# Sean Fitzpatrick
Sean Brian Thomas Fitzpatrick, MNZM (* 4. Januar 1963 in Auckland) ist ein ehemaliger neuseeländischer Rugby-Union-Spieler auf der Position des Haklers. Er gilt als einer der besten Spieler dieses Landes, vergleichbar vielleicht höchstens mit dem anderen großen Namen der All Blacks, Colin Meads.

## Karriere
Als Produkt der berühmten Provinzmannschaft aus Auckland spielte er sein Debüt als einer der Baby Blacks (U21-Nationalmannschaft Neuseelands) im berühmten Länderspiel gegen Frankreich 1986. Die meisten Spieler der Start-XV waren wegen Teilnahme an der Rebellentour nach Südafrika gesperrt, trotzdem gewann Neuseeland und eine ganze Reihe neuer Spieler gaben beeindruckende Vorstellungen. Allerdings ging Fitzpatrick nur als Ersatz für den damaligen Kapitän Andy Dalton mit zur ersten Rugby-Weltmeisterschaft 1987. Dieser jedoch musste sich nach Beginn des Turniers verletzt zurückziehen und so kam der Ersatzspieler zum Einsatz. Er spielte so stark, dass Dalton trotz Genesung nicht mehr zum Einsatz kam und David Kirk für ihn die Kapitänsrolle der Mannschaft übernahm, die Frankreich im Finale im Eden Park in Auckland besiegte.
In den darauf folgenden Jahren dominierten die All Blacks die internationale Rugbyszene mit Starspielern wie Wayne Shelford, John Kirwan, Michael Jones und Grant Fox. Doch bei der Weltmeisterschaft 1991 stellte Australien eine Mannschaft, die es mit ihnen aufnehmen konnte. Im Halbfinale trafen beide Mannschaften an der Lansdowne Road in Dublin aufeinander und die „Wallabies“ mit David Campese blieben Sieger.
In der folgenden Spielzeit übernahm Fitzpatrick erstmals das Kapitänsamt – und er behielt diese Position bis zu seinem Rücktritt von den All Blacks. Die Freude über einen ersten Sieg über Südafrika seit ihrer Rückkehr vom Boykott wegen der Apartheid und Siege in Spielserien über eine Weltauswahl und Irland wurden dadurch gedämpft, dass sie den Bledisloe Cup an Australien verloren.
Das herausragende Ereignis der Rugbywelt im Jahr 1993 war die Neuseeland-Tour der British Lions. Das erste Spiel gewannen die All Blacks knapp, nachdem Grant Fox den entscheidenden Straftritt durch die Stangen verwandelt hatte. Die Lions revanchierten sich und schlugen Neuseeland im zweiten Spiel mit ihrer besten dortigen Vorstellung aller Zeiten. Fitzpatricks Mannschaft wäre bei einem weiteren Sieg die zweite All-Blacks-Mannschaft gewesen, die eine Serie gegen die Lions verloren hätten. Trotz eines 10-0-Rückstandes gewannen sie das dritte Spiel jedoch überzeugend.
England jedoch schlug Neuseeland am Ende des Jahres im Twickenham Stadium und konnte so die Niederlage der Lions etwas wiedergutmachen. Auch 1994 war ein gespaltenes Jahr für Neuseeland. Sie schlugen die Springboks aus Südafrika mit 2-0 Siegen bei einem Unentschieden, doch Frankreich schaffte eine größere Sensation, als es die Blacks mit 2-0 Siegen bezwang.
Im nächsten Jahr, zur nächsten Weltmeisterschaft, hatte Neuseeland eine weitere großartige Mannschaft mit Spielern wie Ian Jones, Jeff Wilson, Andrew Mehrtens, Zinzan Brooke und der Neuentdeckung Jonah Lomu. Viele waren sich sicher, dass Fitzpatrick am Ende des Turniers den Webb Ellis Cup in die Luft heben würde. Neuseeland erreichte auch das Finale gegen Südafrika als Favorit, da die Springboks nur mühsam weitergekommen waren, während die All Blacks überzeugende Siege – vor allem im Halbfinale gegen England – verbuchen konnte. Doch die Mannschaft von Francois Pienaar überraschte alle und gewann in der Nachspielzeit mit einem Dropgoal von Joel Stransky.
Nach dem Gewinn der ersten Tri Nations 1996 gewannen die All Blacks das erste Mal eine Länderspielserie in Südafrika. Nach dem Gewinn der ersten beiden Spiele hatte Fitzpatricks Mannschaft auch dieses erreicht und so ihre Finalniederlage gerächt.
Fitzpatrick war weiterhin mit Auckland in der National Provincial Championship in Neuseeland und mit den Auckland Blues in der Super 12 erfolgreich, doch seine lange internationale Karriere ging langsam zu Ende. Im Herbst 1997 war er verletzt, doch Trainer John Hart berief ihn trotzdem wegen seiner Führungsstärke. Sein letztes Länderspiel spielte er als Auswechselspieler gegen Wales im Wembley-Stadion.
Trotz vieler Anfragen hat Fitzpatrick bisher auf die Annahme einer Trainertätigkeit verzichtet und arbeitet stattdessen heute als Experte für die BBC und den Fernsehsender Sky Sports im Vereinigten Königreich.